# Santas Marías, Guanajuato
Santas Marías är en ort i Mexiko.   Den ligger i kommunen San Miguel de Allende och delstaten Guanajuato, i den centrala delen av landet, 220 km nordväst om huvudstaden Mexico City. Santas Marías ligger 2 140 meter över havet och antalet invånare är 964.
Terrängen runt Santas Marías är kuperad åt sydost, men åt nordväst är den platt. Runt Santas Marías är det tätbefolkat, med 947 invånare per kvadratkilometer. Närmaste större samhälle är Santa Rosa Jauregui, 18,1 km sydost om Santas Marías. Omgivningarna runt Santas Marías är en mosaik av jordbruksmark och naturlig växtlighet.